# Corrandes són Corrandes
Corrandes són Corrandes és un grup de música tradicional especialitzat en la cançó de text improvisat. Neix el 2013 a Sabadell a mans d'Anaís Falcó i Christian Simelio. S'envolten de diferents músics per dur a terme els diferents projectes entre els quals formen part fixa Gerard Díaz i Marc Torrent. El 2016 van publicar el primer videocilip amb la cançó "Corrandes de Viladecavalls" i a l'octubre de 2017 el primer disc, Lligadetes amb un fil, publicat a Temps Record. Corrandes són Corrandes treballa amb moltes vessants de la música tradicional, amb molt rigor i ha sigut un grup pioner en la realització d'espectacles de cançó improvisada.

## Biografia
El 2013 també participen en els actes previs a la Bertsolari Txapelketa Nagusia tot fent mostres internacionals. El 2014 reben el premi l'Hermós de Palafrugell per la producció de l'espectacle teatralitzat Brindem cançons. En aquest espectacle s'afegeixen a la formació de tres els músics Francesc Tomàs Aymerich i Marc Riera. Aquell mateix anys estrenen a la Fira Mediterrània de Manresa l'espectacle Cançó fugaç, que aposta per un lluïment del vers improvisat i musical. A finals d'aquell mateix any reben l'encàrrec de Biblioteques de la Generalitat de Catalunya per realitzar un espectacle per al cicle "Biblioteques amb DO". És així com la formació mínima d'Anaís Falcó, Gerard Díaz i Christian Simelio realitzen l'espectacle Corrandes amb D.O.: in vino veritas que a partir del 2015 volta per totes les denominacions de vi de Catalunya. El 2016 participen en l'espectacle Europa Bat Batean produït per Mintzola. Al mateix any participen en el festival Cante de Poetas de Villanueva de Tapia (Màlaga). Aquest any també estrenen el videoclip Corrandes de Viladecavalls.
El 2017 decideixen obrir el ventall de propostes i per primer cop impulsen un espectacle on la cançó improvisada passa a segon terme, ja que l'objectiu principal passa a ser el ball. És així com en festival Tradicionàrius del Centre Artesà Tradicionàrius estrenen Si voleu ballar corrandes. Tot i així, segueixen posant al mateix nivell l'esforç pels espectacles de cançó de text improvisat i es preparen per enregistrar-ne la feina. El març de 2017 estrenen el single Balls de falles de Sant Joan a la Cúpula Music. A l'octubre d'aquest mateix anys estrenen el primer disc Lligadetes amb un fil, publicat a Temps Record i estrenat a la Fira Mediterrània de Manresa. En el disc hi col·labora en Josep Casadevall "Carolino", Xavier Cols, Josep Maria Ribelles, Francesc Tomàs "Panxito" i Pau Vinyoles.

## Publicacions
- Corrandes de Viladecavalls (autoedició). Videoclip
- Balls de falles de Sant Joan (La Cúpula Music, 2017). Single
- Lligadetes amb un fil (Temps Record, 2017)
- Un bosc espès (La Cúpula Music, 2018). Single
- Si voleu ballar corrandes (Temps Record, 2018)